# Березанка (Чернігівський район)
Береза́нка — село в Україні, у Киселівській сільській громаді Чернігівського району Чернігівської області. Населення становить 567 осіб.

## Історія

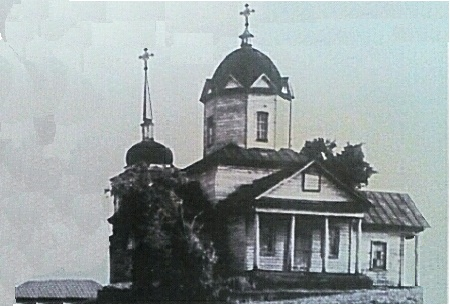
Церква Різдва Богородиці, зруйнована в 1980-ті роки (фото 1950-их.)

Березанка виникла на тих «волоках», які були відведені чернігівському магістрату та його урядовцям за привілеєм 1623 року. Про виникнення цих сіл на магістратській землі зазначено у рапорті магістрату від 2 січня 1764 року: на 20 волоках, які надані були на уряд війта, «поселились село Березанка и деревни Свин и Киселювка, за чем то село и деревни по гетманским универсалам на ранг войта черниговского утверждены».
Отже, у 1623 році Березанка вперше згадується як село, що опинилося у власності Чернігова, після надання місту магдебурзького права. Універсалом від 13 липня 1672 року гетьман Іван Самойлович підтвердив усі права та привілеї Чернігова на села Березанка, Петрушин, Свинь (Улянівка), Киселівка та Хмільниця
Село Березанка належало на ранг чернігівського війта і вперше письмово згадується в Чернігівській переписній книзі 1666 року. На той час в селі налічувалося три селянських двори і один бобильський.
У 1856 році на подвірʼї церкви було збудовано нову класицистичну дзвіницю. 
У 1878 році на місці старої церкви, зведено нову. Тоді ж, за свідченням Чернігівських єпархійних відомостей, було зведено причтовий дім через дорогу від храму. Точних дат побудови першої церкви немає, але є згадка, що її розібрали через «вєтхій стан». 
У 1883 році у селі згадуються три млини. Два з яких - вітрові, знаходилися на пагорбі, на захід від села, та один - водяний, - на річці Замглай.
З 1902 року в Березанці діє початкова школа, до якої діяла однокласна церковно-парафіяльна школа грамоти, відкрита у 1890 році. Розташовувалася вона у будівлі, яка збереглася до сьогодні (первісно - будинок священника (причтовий дім)). В ній були: одна жила кімната, два навчальні класи, кабінет вчителя та домова церква на честь Богоявлення.
7 листопада 1919 року після тривалих боїв в село прийшли більшовики і встановили радянську окупаційну владу. 
У 1924 році до села було приєднано хутори: Ляхів, Демʼянів та Плоскину Греблю. 
У 1930 році був створений колгосп «Світанок». 
Під час Голодомору в Україні (1932—1933) померло 32 людини. 
З 1957 року існувала футбольна команда «Чайка», що займала призові місця на чемпіонатах Чернігівського району.
Зловіщої весни 1980 року було зруйновано святиню села - церкву Різдва Богородиці разом із дзвіницею.
У 2001 році до храмового свята на місці зруйнованої церкви було встановлено дубовий памʼятний хрест. 
У 2012 році біля приміщення сільської ради було відкрито та освячено памʼятник загиблим у ІІ світовій війні
12 червня 2020 року, відповідно до розпорядження Кабінету Міністрів України № 730-р «Про визначення адміністративних центрів та затвердження територій територіальних громад Чернігівської області», увійшло до складу Киселівської сільської громади.
19 липня 2020 року, в результаті адміністративно - територіальної реформи та ліквідації Чернігівського району, село увійшло до складу новоутвореного Чернігівського району Чернігівської області.
Згідно плану місцевих дослідників, розроблені плани реконструкції та відбудови церкви Різдва Богородиці разом із дзвіницею на її історичному місці. Одним із головних чинників, що цьому заважають є встановлення у 1980-х роках газорозподільної станції на місці зруйнованого храму.

## Населення

### Мова
Розподіл населення за рідною мовою за даними перепису 2001 року:
| Мова       | Кількість | Відсоток |
| ---------- | --------- | -------- |
| українська | 302       | 97.73%   |
| російська  | 6         | 1.94%    |
| білоруська | 1         | 0.33%    |
| Усього     | 309       | 100%     |

## Пам'ятки

### Археологічні пам'ятки
За З км на захід від села, в урочищі Овраменків Круг досліджено поселення ІІІ-V, Х-ХІІІ сторіч.

### Церква Різдва Богородиці

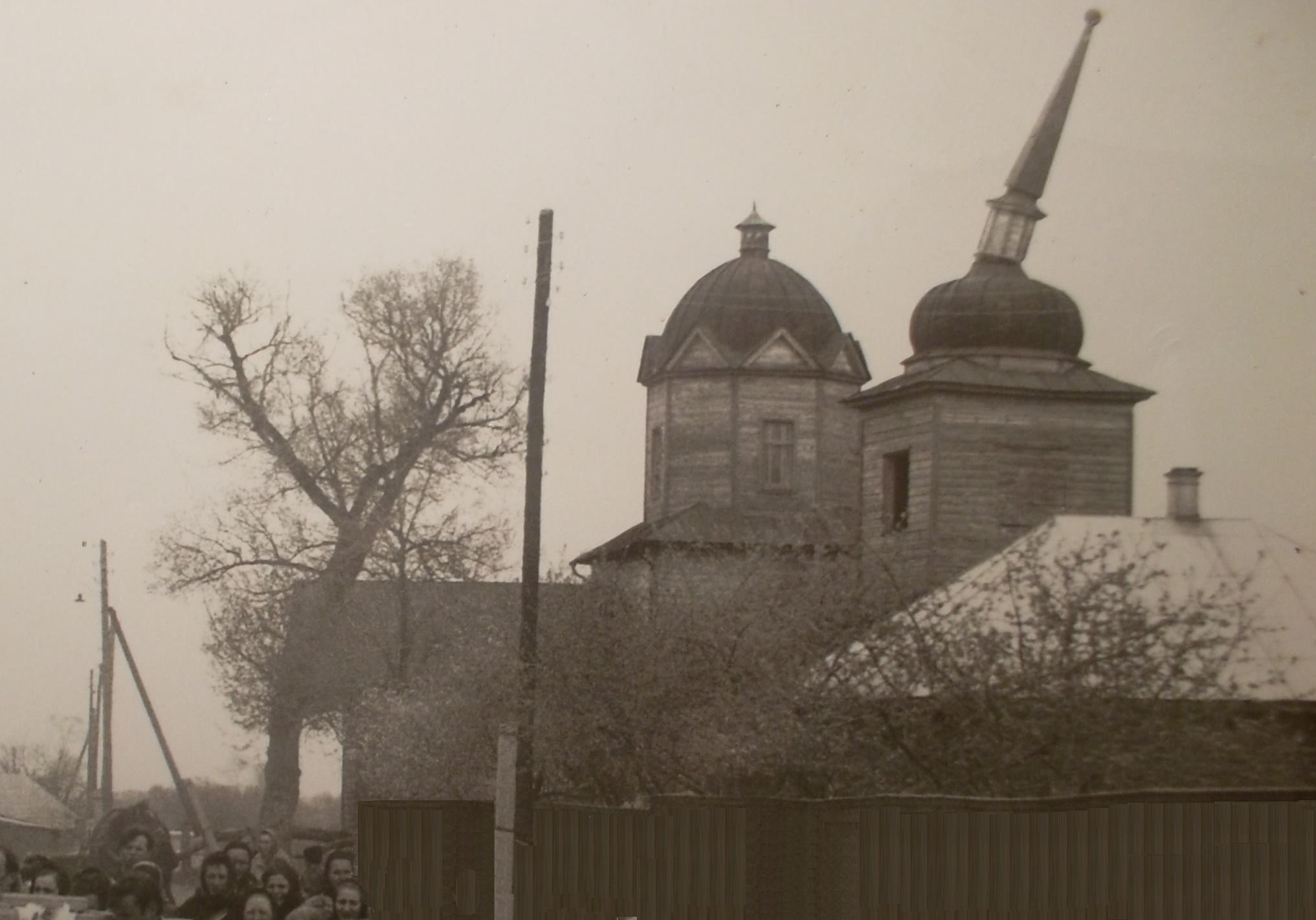
Церква. Фото 8 травня 1978 року

Вперше Церква Різдва Богородиці села Березанка письмово згадується в описах 1666 року. Точної дати побудови першої церкви невідомо. У 1878 році на місці старої церкви побудовано нову, теж дерев'яну, яку згодом навесні 1980 року зруйнують комуністи. Церкву закрили в 1964 році. З того часу і до руйнування будівля виконувала функцію зерноскладу.
У 2020 році було проведено археологічне дослідження залишку фундаменту, після чого було створено макет храму. В планах на майбутнє є відродження церкви в тих обʼємах, які вони були до руйнації.

## Символіка

### Герб
У срібному полі береза, корені якої розростаються. На зеленому полі дві срібні шаблі схрещені між собою. Щит обрамований декоративним картушем і увінчаний золотою сільською короною. 

### Прапор
Квадратне  полотнище, розділене горизонтально січенням відношенням 3:1 на верхню білу та нижню зелену смуги. На білому фоні береза, корні якої розростаються. На зеленому кольорі розміщено дві схрещені шаблі.

## Галерея

Знак при вʼїзді в село.
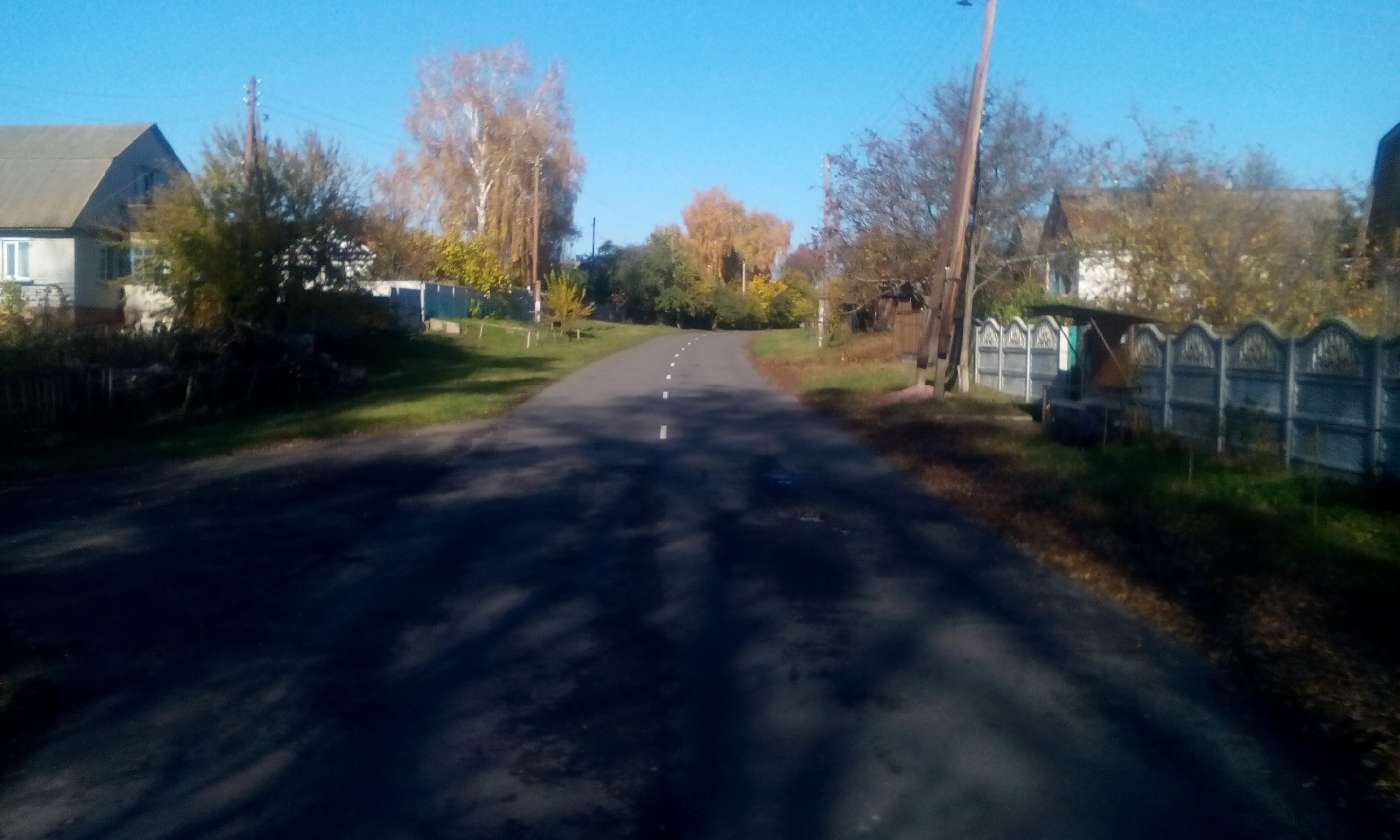
Вулиця Сіверська.
Будівля старої школи.
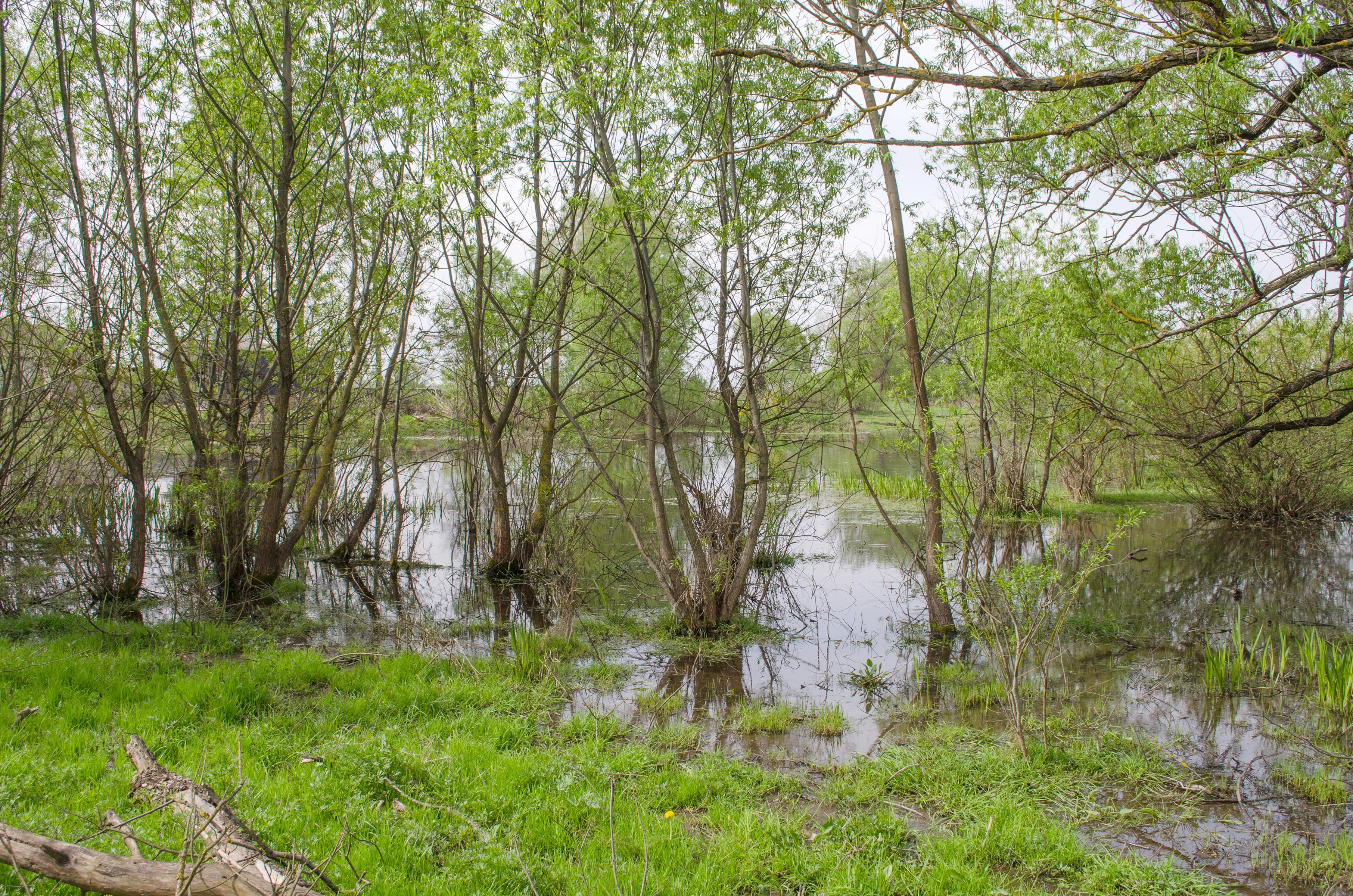
Заплава Єленки.
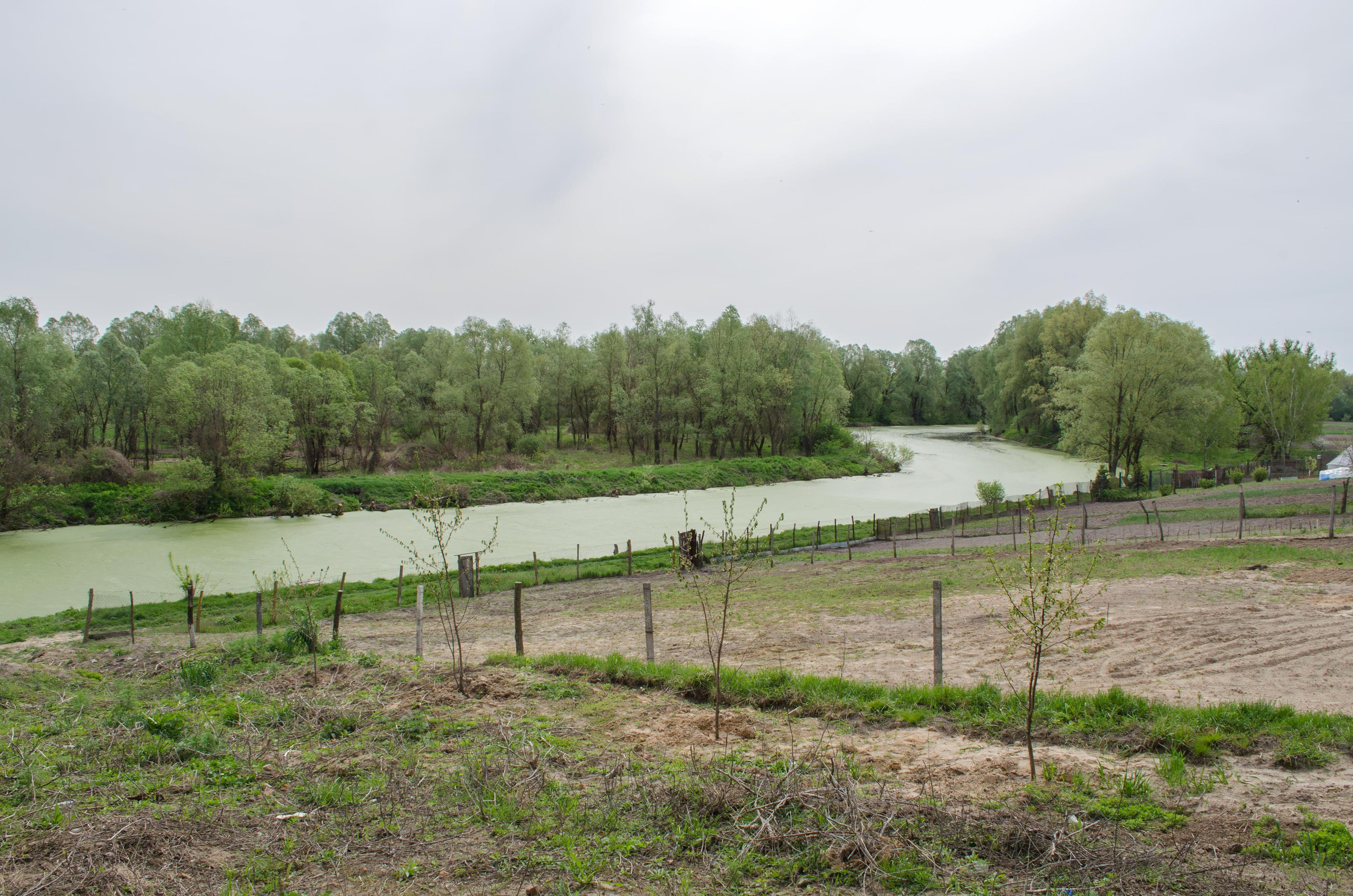
Річка Замглай.
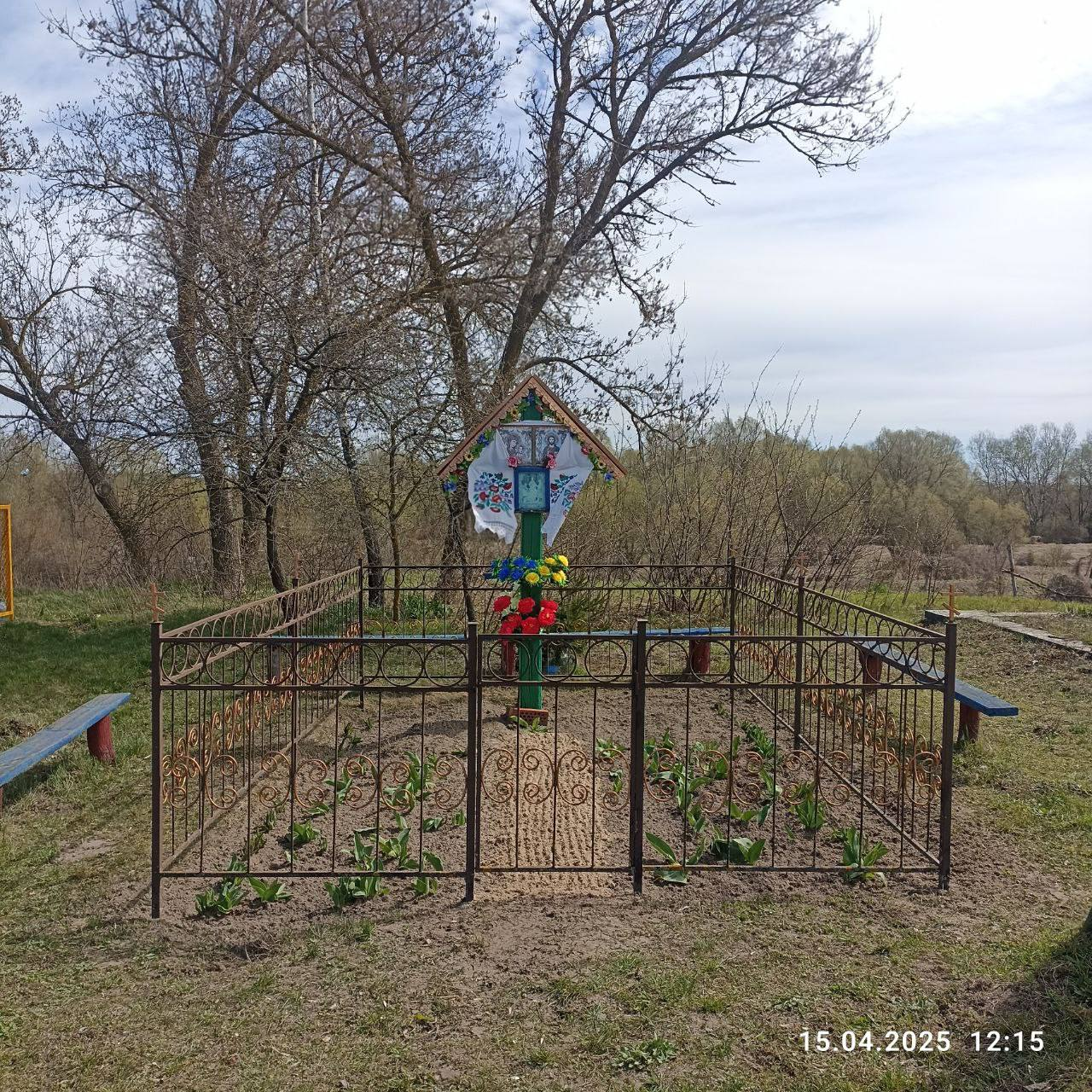
Памʼятний хрест.
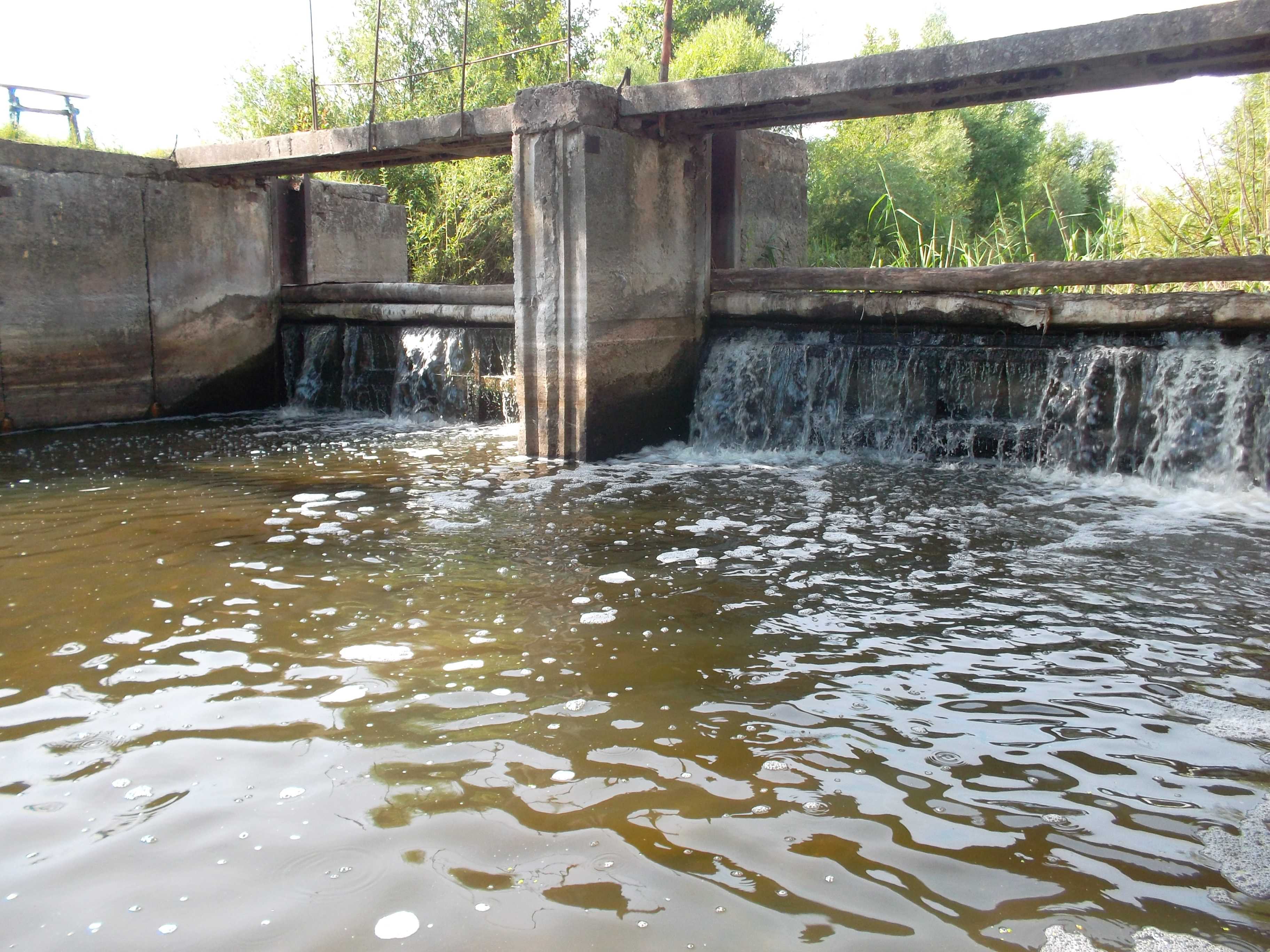
Дамба на річці Замглай.
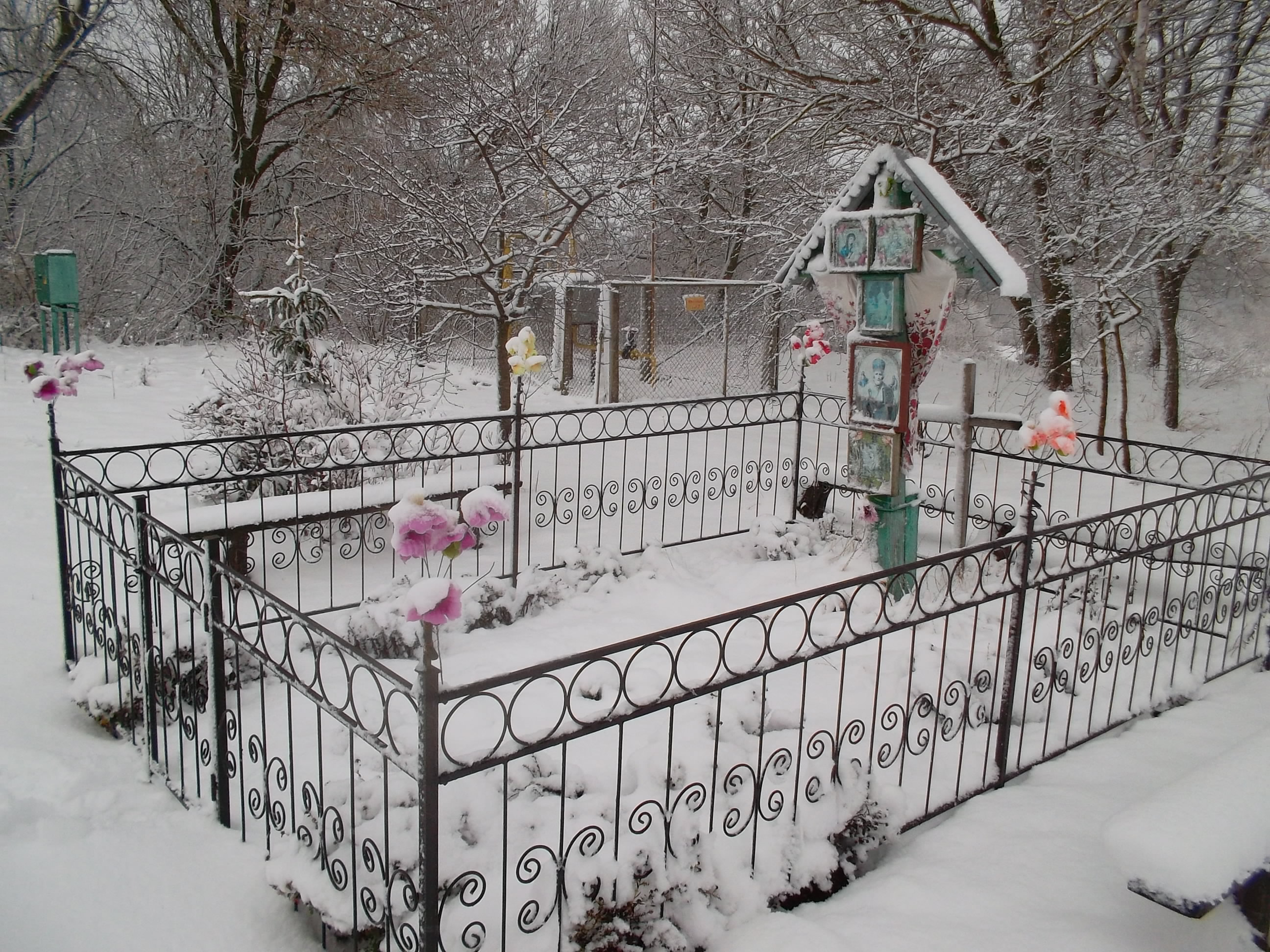
Памʼятний хрест.

## Відомі уродженці
- Данилевич Стефан Матвійович — православний священник, настоятель храму Різдва Богородиці. Засновник Березанської однокласної церковно-парафіяльної школи, її перший вчитель.
- Грищенко Федір Трохимович — вчитель Березанської початкової школи. Єдиний педагог в районі, котрому було присвоєне звання «Заслужений вчитель школи УРСР» до 1945 року.
- Петренко Михайло Петрович (1933 р.н.) — видатний математик, академік.
- Гайовий Анатолій Іванович (1957 р.н.) —відмінник освіти України, тренер обласної дитячої юнацької спортивної школи з лижного спорту Олімпійського резерву.